# Dorothy Eden
Dorothy Enid Eden, nascida em 03 de abril de 1912, em uma comunidade rural, próxima de Ashburton, Nova Zelândia, onde se graduou e trabalhou como secretária. Nas horas vagas enquanto a maioria das jovens da sua idade procurava se divertir, Dorothy escrevia contos para revistas femininas. Embora seu talento literário fosse reconhecido, Dorothy levou muito tempo até se aventurar no primeiro romance, "The laughing ghost" (1943), que a tornaria famosa em seu país.
Considerando a Nova Zelândia um ambiente culturalmente limitado, ela resolveu mudar-se para Londres e iniciar vida nova. Lá chegou a trabalhar como vendedora de livros, antes de conseguir as condições necessárias para dedicar-se inteiramente à literatura. 
"Sleep in the woods" (1960), uma saga dos tempos do pioneirismo na Nova Zelândia, foi seu primeiro sucesso internacional. Em 1969 lança "The wines of Yarrabee" (no Brasil As vinhas da paixão, romance que obteve grande sucesso também nos Estados Unidos, permanecendo durante semanas nas listas dos livros mais vendidos dos dois lados do Atlântico. Nos sete anos seguintes seus livros (cerca de dezesseis títulos) chegaram à casa dos cinco milhões de exemplares vendidos, traduzidos em dezoito idiomas.
Românticos, marcados pela luta de casais apaixonados contra as convenções que separam ricos e aristocratas dos pobres e humildes, os romances de Dorothy Eden se passam, na maioria das vezes, nos séculos XVIII e XIX, tendo como pano de fundo a Nova Zelândia ou a velha Inglaterra. Sofrendo de artritismo desde o final dos anos 60, Dorothy continuou a escrever, mesmo tendo de reduzir seu tempo de trabalho a duas horas por dia. Seus últimos anos de vida foram dedicados à criação e desenvolvimento de uma fundação destinada ao estudo e pesquisa de doenças reumáticas na Nova Zelândia.
Nunca se casou, mas realizou todos os seus sonhos através de romances perfeitamente elaborados, nos quais personagens fictícias se fundem com a realidade de épocas passadas, lutando por suas paixões e ideais. Faleceu de câncer, em 04 de março de 1982, em Londres.

## Escrevendo como Dorothy Eden
| nº série | Título no Brasil      | Tradutor para o Português                     | Título em espanhol         | Tradutor para o espanhol | Título original                                                                   | Ano do lançamento |
| -------- | --------------------- | --------------------------------------------- | -------------------------- | ------------------------ | --------------------------------------------------------------------------------- | ----------------- |
| 01       |                       |                                               |                            |                          | The Singing Shadows                                                               | (1940)            |
| 02       |                       |                                               |                            |                          | The Laughing Ghost                                                                | (1943)            |
| 03       |                       |                                               |                            |                          | We Are for the Dark                                                               | (1944)            |
| 04       |                       |                                               |                            |                          | The Schoolmaster's Daughter ou The Daughters of Ardmore Hall                      | (1946)            |
| 05       |                       |                                               |                            |                          | Summer Sunday                                                                     | (1946)            |
| 06       |                       |                                               |                            |                          | Walk into My Parlour                                                              | (1947)            |
| 07       |                       |                                               |                            |                          | Crow Hollow                                                                       | (1950)            |
| 08       |                       |                                               |                            |                          | Voice of the Dolls                                                                | (1950)            |
| 09       |                       |                                               |                            |                          | Cat's Prey ou Let Us Prey)                                                        | (1952)            |
| 10       |                       |                                               |                            |                          | Lamb to the Slaughter                                                             | (1953)            |
| 11       |                       |                                               |                            |                          | Bride by Candlelight                                                              | (1954)            |
| 12       |                       |                                               |                            |                          | Darling Clementine                                                                | (1955)            |
| 13       |                       |                                               | La muerte es una rosa roja |                          | Death Is a Red Rose                                                               | (1956)            |
| 14       |                       |                                               |                            |                          | The Pretty Ones                                                                   | (1957)            |
| 15       |                       |                                               |                            |                          | Listen to Danger                                                                  | (1958)            |
| 16       |                       |                                               |                            |                          | The Deadly Travellers                                                             | (1959)            |
| 17       |                       |                                               |                            |                          | The Sleeping Bride                                                                | (1959)            |
| 18       | Um passeio de tarde   | Mariko Arai                                   |                            |                          | An Afternoon Walk                                                                 | (1960)            |
| 19       |                       |                                               |                            |                          | Samantha ou Lady of Mallow)                                                       | (1960)            |
| 20       |                       |                                               |                            |                          | Sleep in the Woods                                                                | (1960)            |
| 21       |                       |                                               |                            |                          | Afternoon for Lizards ou Bridge of Fear)                                          | (1961)            |
| 22       |                       |                                               | El canto de los cuervos    |                          | Whistle for the Crows                                                             | (1962)            |
| 23       |                       |                                               |                            |                          | The Bird in the Chimney ou Darkwater)                                             | (1963)            |
| 24       |                       |                                               |                            |                          | Bella ou Ravenscroft)                                                             | (1964)            |
| 25       |                       |                                               |                            |                          | The Marriage Chest                                                                | (1965)            |
| 26       |                       |                                               | La amante del politico     |                          | Never Call It Loving: The Immortal Love Story of Kitty O'Shea and Charles Parnell | (1966)            |
| 27       |                       |                                               |                            |                          | Siege in the Sun                                                                  | (1967)            |
| 28       |                       |                                               | Lavinia                    | Carmen Soler Blanch      | Winterwood                                                                        | (1967)            |
| 29       |                       |                                               |                            |                          | The Shadow Wife                                                                   | (1968)            |
| 30       |                       |                                               |                            |                          | Yellow Is for Fear, and other stories                                             | (1968)            |
| 31       | As vinhas da paixão   | Eloísa Lanari                                 | Las viñas de Yarrabee      |                          | The Vines of Yarrabee                                                             | (1969)            |
| 32       |                       |                                               |                            |                          | Melbury Square                                                                    | (1970)            |
| 33       |                       |                                               | Esperando a Willa          |                          | Waiting for Willa                                                                 | (1970)            |
| 34       | O amor que não chegou | Maria Teresa Nabhoz e Maria Ligia P. Baptista | El amor que no llegó       | Estela Canto             | Speak to Me of Love                                                               | (1972)            |
| 35       | A filha do milionário | José Dias Figueira                            |                            |                          | The Millionaire's Daughter                                                        | (1974)            |
| 36       |                       |                                               |                            |                          | The Time of the Dragon                                                            | (1975)            |
| 37       |                       |                                               |                            |                          | The House on Hay Hill, and other romantic fiction                                 | (1976)            |
| 38       | O tambor de Salamanca | Ruy Jungmann                                  |                            |                          | The Salamanca Drum                                                                | (1977)            |
| 39       |                       |                                               |                            |                          | The Storrington Papers                                                            | (1978)            |
| 40       |                       |                                               | La heredera                |                          | The American Heiress                                                              | (1980)            |
| 41       |                       |                                               | Una familia importante     |                          | An Important Family                                                               | (1982)            |

Observação: Os dados de publicação foram buscados nos próprios livros, no sítio da Biblioteca Nacional do Brasil, de Portugal ou da Espanha ou em ofertas de livros usados em sebos virtuais.

## Escrevendo como Mary Paradise
| nº série | Título no Brasil | Tradutor para o Português | Título em espanhol | Tradutor para o espanhol | Título original   | Ano do lançamento |
| -------- | ---------------- | ------------------------- | ------------------ | ------------------------ | ----------------- | ----------------- |
| 01       |                  |                           |                    |                          | Face of an Angel  | (1961)            |
| 02       |                  |                           |                    |                          | Shadow of a Witch | (1962)            |